# Spectemur Agendo
Spectemur Agendo ist ein lateinisches Motto, welches so viel wie „An unseren Taten soll man uns bemessen“ bedeutet.

## Nachweise
Ursprünglich kommt der Aphorismus in Buch XIII von Ovids Metamorphosen vor, wo sie dem Helden Aias zugeschrieben werden kann:

“Denique […] spectemur agendo!”

„Schlussendlich […] soll man uns an unseren Taten erkennen!“

∗ Anmerkung: Freie Übersetzung ins Deutsche

## Vorkommen in Deutschland
- Das Familienmotto der Freiherren von Hammerstein.
- Der Name einer Freimaurerloge in Düsseldorf.

## Weiteres Vorkommen
Weiterhin ist Spectemur Agendo das Motto einiger englischer, schottischer und irischer Familien, sowie Institutionen.